# Suleimán I

Suleimán ibn Abd al-Malik

Suleimán ibn Abd al-Malik (c. 674-717) (en árabe سليمان بن عبد الملك) fue un califa Omeya que gobernó a partir del 715 hasta 717. Su padre era Abd al-Málik y era hermano menor del califa anterior, Walid I.

## Primeros años
Bajo el gobierno de su hermano, Walid I, fue gobernador de Palestina, aliándose con los qahtanitas.

## Ascenso al poder y nombramientos
Suleimán fue aclamado como califa el 23 de febrero de 715, el mismo día que murió Walid I. Tomó el poder gracias, en parte, a los opositores políticos seguidores de Al-Hayyach bin Yúsuf. Sin embargo, a la muerte en 714 de Al-Hayyach, Suleimán persiguió a sus aliados políticos. Entre estos estaba los dos famosos generales Qutaibah bin Muslin y Muhammad bin Qasim. Todos fueron encarcelados y después asesinados.

## Política califal
Para permanecer cerca de los qahtamitas, Suleimán no se mudó a Damasco que era la capital del califato, sino que permaneció en Ramla, en Palestina. Bajo su gobierno, la expansión continuó hacia partes montañosas del actual Irán, tales como Tabaristán. Suleimán también envió a un gran ejército al mando de Maslama ben Abd al-Malik Ibn-Marwan para atacar la capital bizantina, Constantinopla, pero resultó ser un fracaso. Suleimán estaba dispuesto a atacar la frontera bizantina cuando murió en 717.
En la escena doméstica, construyó pozos en La Meca para los peregrinos, y organizó los rezos. 
Suleimán era conocido por sus habilidades excepcionales de oratoria, pero la antedicha ejecución de los dos generales destruyó su reputación.

## Nombramiento del sucesor
Suleimán gobernó solamente dos años, pero rompió con la tradición no manteniendo una dinastía hereditaria. No transmitió el poder ni a sus hermanos ni a su hijo, y designó a Úmar ibn Abd al-Aziz, su primo, como su sucesor, a causa de la reputación de Úmar de ser una persona muy sabia, muy capaz y piadosa. Esto no es habitual, si bien corresponde a la práctica suní de designar a un sucesor no necesariamente vinculado a la sucesión hereditaria.